# Mushindo Kempo
El Mushindo Kempo és un estil de karate que neix de l'espiritualitat de la Xina i les arts marcials d'Okinawa.

## Història
El mushindo kempo surt d'una evolució del budisme xaolin originalment format per Bodhidharma. Va ser portat a les illes Ryūkyū per diversos missioners com els monjos se-ke-ko i che-te-cho.
Als anys cinquanta va ser estudiat pels membres de les forces armades nord-americanes que el van importar als Estats Units.